# Dinero
Dinero è un singolo della cantante statunitense Jennifer Lopez, realizzato in collaborazione con DJ Khaled e la rapper Cardi B, pubblicato il 17 maggio 2018.

## Video musicale
Il video musicale, diretto da Joseph Kahn, è stato pubblicato il 24 maggio 2018 sul canale Vevo-YouTube della cantante. Nel video, girato in bianco e nero, Jennifer Lopez effettua tredici cambi d'abito e indossa numerosi gioielli di Tiffany & Co. con un valore complessivo di 4,5 milioni di dollari.
Il video ha ricevuto due nomination agli MTV Video Music Awards 2018: "Miglior video latino" e "Miglior collaborazione", risultando vincitore della seconda categoria.

## Successo commerciale
Dinero ha raggiunto la vetta della Latin Airplay Chart, grazie ad un'audience radiofonica di 12,4 milioni di ascoltatori. È diventata la nona numero uno di Lopez, la prima di Khaled e la seconda di Cardi.

## Classifiche
| Classifica (2018)     | Posizione massima |
| --------------------- | ----------------- |
| Canada                | 75                |
| Cile                  | 86                |
| Repubblica Dominicana | 13                |
| Stati Uniti           | 80                |